# 林東松
林東松（1964年3月14日—），臺灣音樂製作人、作曲家、作詞人兼唱作歌手。入行前為民歌餐廳駐唱歌手兼低音吉他手，於服役期間在馬祖文化工作隊擔任演藝組組員。曾經在百代唱片台灣分公司、虹音樂工作室、風花雪月音樂工作室、小島音樂製作擔任音樂製作人，為潘美辰、趙傳、楊林、張信哲、李碧華等歌手作詞、作曲、製作唱片。後經齊秦鼓勵走到幕前，推出個人創作專輯。

## 酒駕事件
2014年7月8日和朋友相約基隆大武崙沙灘喝酒，離開時駕車經過湖海路時，看見警方的臨檢站後，突然頓了一下才緩緩前進，事後酒測值達0.6，已明顯超標。做筆錄時，他在職業欄寫下「藝術工作者」，還被警方誤以為是雕刻家或畫家，林東松最後被依公共危險罪移送。 

## 音樂專輯
- 1990年《擁抱一個冷冷的夜》
- 1995年《比昨天更愛》
- 1997年《2039玫瑰事件》

## 個人創作

### 1988年
- 潘美辰 - 不再期盼（詞、曲）
- 黃卓穎 - 用飛的心情（詞、曲）

### 1989年
- 楊林 - 留一點愛來愛自己（曲）
- 趙傳 - 把悲傷留給自己（曲）
- 何如惠 - 就算我擁有了他（詞、曲）
- 李碧華 - 你熟悉的世界多了一個我（曲）
- 李碧華 - 憂鬱長巷（曲）

### 1990年
- 張鎬哲 - 午後夢（詞、曲）
- 金素梅 - 沒有心情說再見（曲）

### 1991年
- 黎明 - 今夜你會不會來（曲）
- 黎明 - 今夜妳會不會來（粵語）（曲）

### 1992年
- 劉德華 - 沒有你沒有我（曲）
- 李亞明 - 別一個人哭泣（曲）
- 金素梅 - 痴心（曲）
- 黃雅珉 - 真心真誠的擁有（曲）
- 張立基 - 我知道你不夠專心（曲、監）
- 張立基 - 愛你只能說一遍（曲、監）

### 1993年
- 張信哲 - 我要讓你知道（曲）
- 蔣志光 - 多情多寂寞（曲）
- 蔣志光 - 誰是你知音（曲）
- 孫耀威 - 留下來好嗎（曲）
- 孫耀威 - 我知道你在等我（曲、與何厚華合作作詞）
- 孫耀威 - 跟你要好一輩子（曲）
- 王馨平 - 伴你一生（曲）
- 王馨平 - 愛一生也不夠（曲）
- 梁朝偉 - 不言不語也可以溫柔（曲）
- 梁朝偉 - 愛到世界末日後（曲）
- 梁朝偉 - 凡塵俗世裡的夢（曲）

### 1994年
- 胡瓜 - 我就在不遠的地方（曲）
- 金素梅 - 潮（曲）
- 金素梅 - 愛的執著（曲）
- 裘海正 - 愛你十分淚七分（曲）
- 方季惟 - 當愛不再有幻想（曲）
- 梁朝偉 - 	因為我不放心（曲）
- 梁朝偉 - 人都會變（詞、曲）
- 梁朝偉 - 不流淚的舞台（曲）
- 莫少聰 - 我要就要更多（曲）
- 莫少聰 - 照鏡子（曲）
- 莫少聰 - 放心不下的你（曲）
- 莫少聰 - 愛到這一晚（曲）
- 王馨平 - 一生癡戀（曲、與周治平合作監製）
- 王馨平、林東松 - 如果讓我再愛一次（與周治平合作監製）
- 王馨平 - I'm In Love With This Kind Of Feeling（與周治平合作監製）
- 王馨平 - 傷透了心的女子（與周治平合作監製）
- 王馨平 - 愛你更多（與周治平合作監製）

### 1995年
- 方季惟 - 愛苦情深（曲）
- 梁朝偉 - 心碎邊緣（曲）
- 孫耀威 - 多情的眼睛（曲）
- 孫耀威 - 愛來得太突然（曲）
- 孫耀威 - 讓我照顧你（曲）
- 孫耀威 - 肩膊（曲）
- 林佳儀 - 放心（曲）
- 林慧萍 - 落淚（曲）
- 林里嬪 - 離不開愛情的女人（曲）
- 任潔玲 - 我的痴你的狂（曲）
- 李克勤 - 無動於衷（曲）
- 李翊君 - 趕緊來愛我（曲）
- 李翊君 - 愛讓我變脆弱（曲）
- 劉錫明 - 我不怕等妳（曲）
- 唐文龍 - 向我招手（曲）

### 1996年
- 鄭秀文 - 依靠（曲）
- 鄭秀文 - 猶豫（曲）
- 林佳儀 - 我只想（曲）
- 堂娜 - 這樣算不了什麼（曲）
- 唐文龍 - 給你一個吻（曲）
- 李國祥 - 你是我的黑夜（曲）

### 1997年
- 趙詠華 - 散心（與周治平合作監製）
- 趙詠華 - 只能說遺憾（與周治平合作監製）
- 趙詠華 - 你問愛情（與周治平合作監製）
- 趙詠華 - 明天換季（與周治平合作監製）
- 趙詠華 - 暖情歌（與周治平合作監製）
- 趙詠華 - 呼吸（與周治平合作監製）
- 趙詠華 - 好好的過吧（曲、與周治平合作監製）
- 趙詠華 - 等（曲、與周治平合作監製）
- 鄭中基 - 太難（曲）
- 關德輝 - 看透（曲）

### 1998年
- 郭舒賢、關德輝 - 把我交給你（曲）
- 謝金燕 - 將心交乎你（曲）
- 許志安 - 蒼蠅（與周治平合作監製）
- 許志安 - 擁抱會說話（曲、與周治平合作監製）
- 許志安 - 負擔（與周治平合作監製）
- 許志安 - 上弦月（與周治平合作監製）
- 許志安 - 一家一減妳（與周治平合作監製）

### 1999年
- 鄭秀文 - 我應該得到（曲）
- 鄭秀文 - 愛情故事（曲）
- 郭富城 - 別說（曲）
- 陳奕迅、梁漢文 - 拔河（曲）
- 霍正奇、游鴻明、伍浩哲 - 風的朋友（曲）
- 高慧君 - 管我快不快樂（曲）

### 2000年
- 費翔 - 愛過你（曲）
- 江蕙 - 我愛過（曲）
- 王傑 - 傷心1999（曲）
- 郭富城 - 大易輸入法之對不起我愛你（曲）
- 蘇有朋 - 	你是我的No.1（曲）
- 霍經倫 - Hello（曲）
- 鄭秀文 - 你讓我勇敢（曲）
- 謝霆鋒 - 零度寂寞（曲）
- 劉德華 - 我學會（曲）
- 黃乙玲 - 無情巷（曲）
- 黃乙玲 - 失戀雨（曲）
- 黃乙玲 - 越潦越深（曲）

### 2001年
- 江蕙 - 找無對手（曲）
- 辛欣 - 我一直站在被你傷害的地方（曲）
- 侯湘婷 - 關於永遠（曲）
- 本多RuRu - Game Over（曲）
- 高慧君 - Lets Go Party Now（曲）

### 2002年
- 李翊君 - 擁抱不見得擁有（曲）

### 2003年
- 江蕙 - 心狠手辣（曲）
- 林姍 - 深深的愛（曲）

### 2004年
- 詹雅雯 - 男人啊（曲）

### 2006年
- 施文彬 - 真情味（曲）
- 施文彬、秀蘭瑪雅 - 請你保重（曲）
- 施文彬 - 愛到不知輕重（曲）
- 施文彬 - 你愛的是別人（曲）
- 施文彬 - 阮是快樂在愛你（曲）
- 孫淑媚 - 一天一萬年（曲）
- 翁立友 - 搖咧（詞、曲）
- 謝金燕 - 秋風探戈（曲）

### 2008年
- 羅時豐 - 溫暖（曲）

### 2009年
- 王中平 - 偷心（詞、曲）
- 王中平 - 英雄淚（詞、曲）
- 张秀卿、贺一航 – 悲情海岸（曲）
- 张秀卿、江志丰 – 爱一个人（曲）
- 羅時豐、大芭 - 風流（曲）
- 王識賢 - 挑戰（詞、曲）
- 王識賢 - 切心（詞、曲）
- 王識賢 - 囝仔伴（詞、曲）

### 2010年
- 王中平 - 將心比心（詞、曲）
- 王中平 - 愛的力量（詞、曲）
- 王中平 - 痛就哭出聲（詞、曲）
- 陳茂豐、甲子慧 - 鴛鴦（詞、曲）
- 翁立友 - 望情雨（詞、曲）
- 孫淑媚 - 到時你就知（詞、曲）
- 孫淑媚 - 做家己的女人（詞、曲）
- 孫淑媚 - 靈魂也孤單（詞、曲）
- 羅時豐 - 陪伴你一生（詞、曲）
- 沈芳如 - 變質的幸福（詞、曲）
- 王識賢 - 傷心的喜酒（詞、曲）
- 王識賢 - 牽袂條的手（詞、曲）
- 王識賢 - 不免傷心來奉陪（詞、曲）
- 王識賢 - 後果（詞、曲）

### 2011年
- 王中平 - 你的傷是我的痛（詞、曲）
- 王中平、韓志賢 - 保重（詞、曲）
- 陳茂豐 - 獨一無二（詞、曲）
- 于台煙 - 真愛過（詞、曲）
- 孫淑媚 - 離別雨（詞、曲）
- 孫淑媚 - 人生的探戈（詞、曲）
- 孫淑媚 - 煞（詞、曲）
- 江志豐 - 女人心像海底針（曲）
- 翁立友 - 照過來（詞、曲）
- 李明洋 - 有你也孤單（詞、曲）
- 袁小迪 - 一代梟雄（詞、曲）

### 2012年
- 王中平 - 苦心（詞、曲）
- 孫淑媚 - 走路有風（曲）
- 孫淑媚 - 你幸福阮就快樂（詞、曲）
- 孫淑媚 - 我的堅持（詞）
- 孫淑媚 - 了斷（詞、曲）
- 謝金燕 - 批（詞、曲）
- 翁立友 - 用情（詞、曲）
- 翁立友 - 傷感情（詞、曲）
- 朱海君 - 最後的情人（詞、曲）

### 2013年
- 王中平 - 傷一工痛半冬（詞、曲）
- 王中平 - 同命（詞、曲）
- 王中平 - 鬥陣ㄟ（詞、曲）
- 王中平 - 手中情（詞、曲）
- 翁立友 - 無妳我會死（詞、曲）
- 林姍 - 愛情虎頭蜂（詞、曲）
- 林姍 - 初戀的情人（詞、曲）
- 黃思婷 - 別問愛情（詞、曲）
- 黃妃 - 斷腸相思（詞、曲）
- 荒山亮 - 愛恨一粒心（詞、曲）
- 荒山亮 - 溫柔車站（詞、曲）
- 荒山亮 - 孤單傷心人（詞、曲）
- 袁小迪 - 不怕苦（詞、曲）
- 黃乙玲 - 盼（詞、曲）

### 2014年
- 王中平 - 執迷不悟（詞、曲）
- 翁立友 - 真心淚（詞、曲）
- 翁立友 - 愛過無心（詞、曲）
- 翁立友 - 想妳最後一天（詞、曲）
- 孫淑媚 - 心連心（詞、曲）
- 孫淑媚 - 大雨（詞、曲）
- 孫淑媚 - 命運機會（詞）
- 黃思婷 - 美麗的祝福（詞、曲）
- 黃妃 - 思念傷情（詞、曲）
- 陳夏蓮、一綾 - 姊妹情深（詞、曲）
- 許富凱 - 一寸真心（詞、曲）
- 許富凱 - 愛情露水（詞、曲）
- 林子娟 - 愛真大（詞、曲）
- 林子娟 - 青春是無價（詞、曲）
- 曾心梅 - 隨風飛（詞、曲）
- 郭婷筠 - 女人膽（詞、曲、監製）
- 郭婷筠 - 分擔（詞、曲、監製）
- 一綾 - 一暝思念（詞、曲）
- 李明洋 - 異鄉的憨子（詞、曲）
- 李明洋 - 思念你的風若起（詞、曲）

### 2015年
- 孫淑媚 - 癡情有毒（詞、曲）
- 江志豐 - 空思念（詞、曲）
- 江志豐 - 恩情（詞、曲）
- 王中平、余皓然 - 有你就足夠（詞、曲）
- 王中平 - 心浪（詞、曲）
- 翁立友 - 絕情路（詞、曲）
- 甲子慧 - 癡情過重（詞、曲）
- 羅時豐 - 無聲的祝福（詞、曲）
- 大衛、丁國琳 - 千里情緣（詞、曲）
- 大衛 - 用心良苦（詞、曲）
- 林知卉 - 寂寞的歌甲己聽（詞、曲）
- 林知卉 - 斷思念（詞、曲）
- 朱海君 - 無痕的情字（詞、曲）
- 許富凱 - 天地一聲笑（詞、曲）
- 許富凱 - 醒（詞、曲）
- 許富凱 - 安靜（詞、曲）
- 許富凱 - 今夜思念飛滿天（詞、曲）
- 黃思婷 - 感念（詞、曲）
- 張瀛仁 - 愛你永遠欠一半（詞、曲）
- 一綾 - 明明知（詞、曲）
- 蔡佳麟 - 飛仔麟（詞、曲）

### 2016年
- 大臺風樂團 - 電甲吱吱叫（曲）
- 賴慧如 - 搖擺狗（曲）
- 蘇宥蓉 - 斷情淚（詞、曲）
- 蘇宥蓉 - 手印（詞、曲）
- 林姍 - 離袂開的傷痕（詞、曲）
- 陳怡婷、蔡佳麟 - 愛你愛我（詞、曲）
- 翁立友 - 男人傷（詞、曲）
- 翁立友 - 癡情雨（詞、曲）
- 甲子慧 - 癡情的代價（詞、曲）
- 甲子慧 - 人情歌（詞、曲）
- 郭婷筠 - 乎你（詞、曲）
- 杜忻恬 - 愛無所不在（詞、曲）
- 許富凱 - 愛情敢會當參詳（詞、曲）
- 許富凱 - 想你的時陣（詞、曲）
- 許富凱 - 甘心（詞、曲）
- 林孟宗 - 醉心情（詞、曲）
- 郭忠祐 - 刻心戀（詞、曲）
- 一綾 - 攬你惦夢中（詞、曲）
- 張瀛仁 - 亂相思戀相思（詞、曲）
- 張瀛仁 - 放思念去找你（詞、曲）

### 2017年
- 李明洋 - 愛情真言（詞、曲）
- 曾瑋中 - 聽歌（詞、曲）
- 阿吉仔 - 甘願受（詞、曲）
- 郭忠祐 - 求婚（詞、曲）
- 葉諾帆 - 癡情絕對（詞、曲）
- 林孟宗 - 相思伴月（詞、曲）
- 甲子慧 - 撿恨（詞、曲）
- 沈建豪 - 夢中雨（詞、曲）
- 郭婷筠 - 原來的幸福（詞、曲）
- 郭婷筠 - 倒彈（詞、曲）
- 陳怡婷 - 孤戀花開（詞、曲）
- 曹雅雯 - 尪某情（詞、曲）
- 杜忻恬 - 愛你一世紀（詞、曲）
- 孫淑媚 - 美麗人生（詞、曲）

### 2018年
- 黃文星 - 思念成沙（詞、曲）
- 黃文星 - 本事（詞、曲）
- 阿吉仔 - 你若嘸愛我（詞、曲）
- 阿吉仔 - 男兒的本色（詞、曲）
- 郭忠祐 - 聽雨聲（詞、曲）
- 翁立友 - 乎我理由（詞、曲）
- 王建傑 - 愛過量（詞、曲）
- 曹雅雯、杜忻恬 - 女人的勇氣（詞、曲）
- 曹雅雯、許富凱 - 速配（詞、曲）
- 陳怡婷、蔡佳麟 - 講好的幸福（詞、曲）
- 陳怡婷 - 起手無回（詞、曲）
- 王中平 - 乎愛返來（詞、曲）
- 吳淑敏 - 純情風（詞、曲）
- 吳淑敏 - 你甘會記（詞、曲）
- 黃妃 - 思念上路（詞、曲）

### 2019年
- 黃意翔 - 小雨滴（詞、曲）
- 王中平 - 無奈（詞、曲）
- 王中平 - 無聲的思念（詞、曲）
- 陳怡婷 - 命中註定你一個（詞、曲）
- 陳采捷 - 終愛（詞、曲、監製）
- 郭忠祐 - 魚夢（詞、曲）
- 林家男 - 重情（詞、曲）
- 杜忻恬 - 逍遙（詞、曲）
- 王素美 - 等幸福來找（詞、曲）
- 朱海君 - 無你的圓滿（詞、曲）
- 朱海君 - 如今（詞、曲）
- 阿吉仔 - 真情話（詞、曲）
- 蔡小虎 - 貪戀（詞、曲）

### 2020年
- 鄔兆邦 - 原味（詞、曲）
- 林俊吉 - 最後一夜（詞、曲）
- 郭婷筠、曾瑋中 - 幸福門（詞、曲）
- 郭婷筠 - 等你的人（詞、曲）
- 林娜 - 無聲的原諒（詞、曲）
- 甲子慧、荒山亮 - 真心減一半（詞、曲）
- 林東松 - 有你陪伴的城市（詞、曲）
- 林東松 - 人（詞、曲）
- 林東松 - 唬爛（詞、曲）

## 外部連結
- 林東松的Facebook

1. ↑  .   [2017-12-06]. （原始内容存档于2020-11-25）.